# رندی تراویز
رندی تراویز (انگلیسی: Randy Travis؛ زادهٔ ۴ مهٔ ۱۹۵۹) یک موسیقی‌دان اهل ایالات متحده آمریکا است. وی از سال ۱۹۷۸ میلادی تاکنون مشغول فعالیت بوده‌است.
از فیلم‌های معروف او می‌توان به بازی در فیلم سگ سیاه، فرانک و جسی و رنجرهای تگزاس اشاره کرد.